# Omar (filme)
Omar é um filme de drama palestino de 2013 dirigido e escrito por Hany Abu-Assad. Foi indicado ao Oscar de melhor filme estrangeiro na edição de 2014, representando a Palestina.

## Elenco
- Adam Bakri - Omar
- Eyad Hourani - Tarek
- Samer Bisharat - Amjad
- Waleed Zuaiter - Rami
- Leem Lubany - Nadia